# Provincia de Purús
La provincia del Purús es una de las cuatro que conforman el departamento del Ucayali en el oriente del Perú. Se encuentra en el extremo oriental del departamento y su capital es la localidad de Puerto Esperanza. Toma su nombre del río Purús, que atraviesa su territorio de norte a sur.
El único distrito de la provincia es el distrito de Purús, por lo tanto ambas divisiones son coterritoriales. En consecuencia, la administración de ambos recae en una sola institución: la Municipalidad Provincial de Purús.
Desde el punto de vista jerárquico de la Iglesia católica, forma parte del vicariato apostólico de Puerto Maldonado.

## Historia
Creado mediante Ley 9815, del 2 de julio de 1943, se creó la provincia de Coronel Portillo, dentro del cual se encuentra el distrito de Purús, hasta entonces pertenecía a la provincia de Ucayali, poblada por caucheros independientes y básicamente por comunidades nativas que vivían a lo largo de los ríos Purús, Curanja, Cujar y Curiuja. Luego, mediante DL 23416, en 1982, se eleva a provincia.

## Geografía
Limita al norte y al este con el Brasil, al sur con la provincia de Tahuamanu (departamento de Madre de Dios) y al oeste con la provincia de Atalaya.

## División administrativa

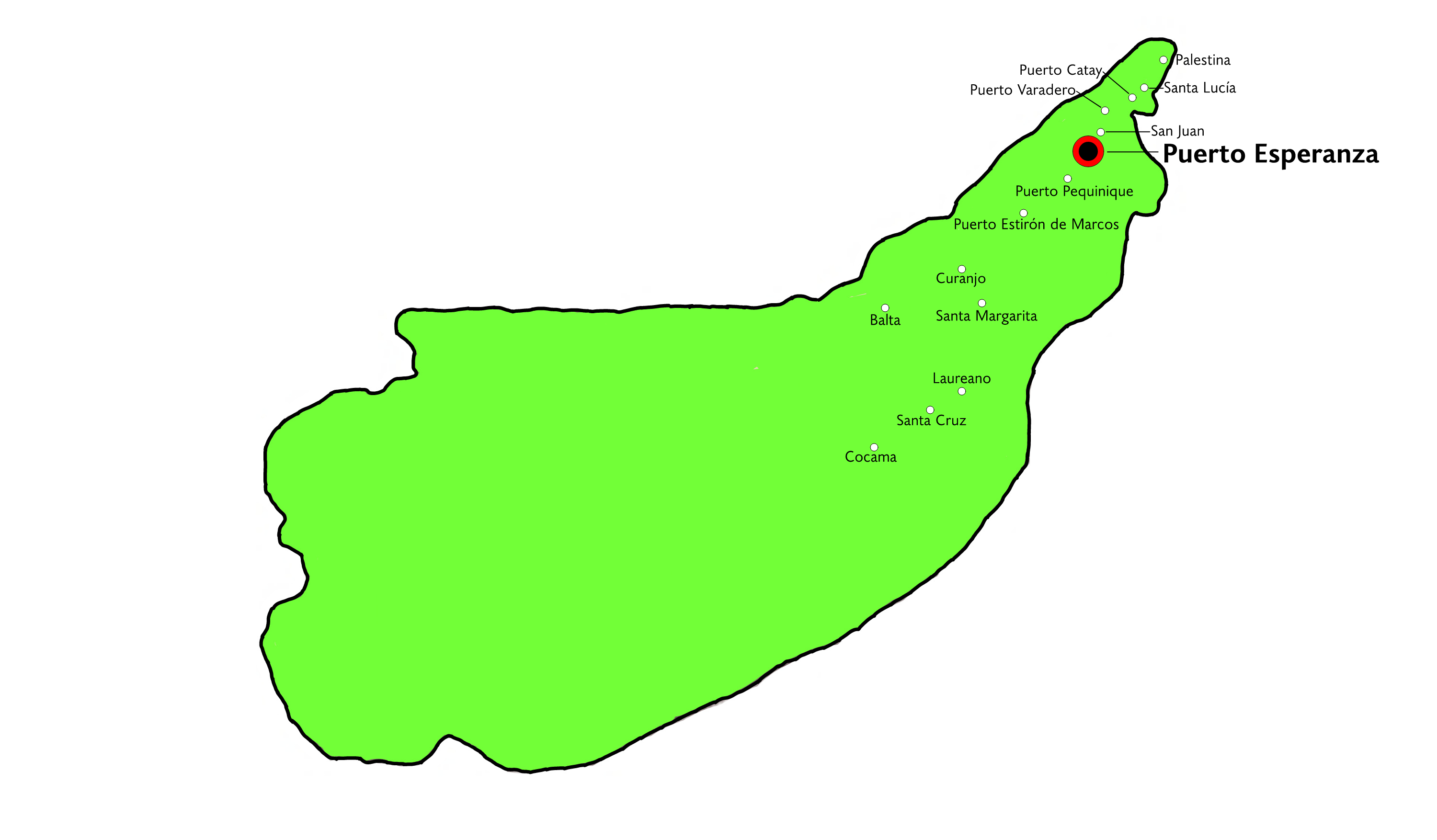
La Provincia de Purús y sus localidades

La provincia tiene una extensión de 17 847,76 km² y se compone de un distrito:
- Purús

## Población
Según censo de 2007, la provincia tiene una población de 3 746 habitantes.
La población es mayoritariamente indígena provenientes en su mayoría de la rama etnolingüística pano. Actualmente posee cuarenta y una comunidades aparte de la capital de la provincia que es Puerto Esperanza, de las cuales cuarenta son comunidades indígenas y una de mestizos de la sierra del país que llegaron a esta región.
Entre los pueblos indígenas encontramos a los:
- cashinahuas o huni-kuy
- sharanahuas
- culinas
- mastanahuas
- ashánincas
- amahuacas
- yines

En menor medida sin mayor número se encuentran asheninkas, shipibos y un número sin determinar de los denominados sin contactar, que viven en la zona de la reserva comunal Purús y del parque nacional Alto Purús, que se cree son de tres tipos: mashcos (Alto Purús), curanjeños (alto río Curanja) y no contactados amahuacas en la parte alta de la quebrada cocama. Cabe indicar que de los curanjeños existe indicios que hablarían la lengua de los mastanahuas.

## Autoridades

### Regionales
- Consejeros regionales
  - 2019-2022[4]

  1. Edwin Paul Alvarado Montero (Ucayali Región con Futuro)
  2. Erik Ramos Tello (Alianza para el Progreso)

### Municipales
- 2019-2022[4]
  - Alcalde: Leerner Panduro Pérez, de Peruanos por el Kambio.
  - Regidores:

  1. Eliseo Puricho Bardales (Peruanos por el Kambio)
  2. Jesús Montes Meléndez (Peruanos por el Kambio)
  3. Víctor Manuel Bautista Montes (Peruanos por el Kambio)
  4. Martha Montes Meléndez (Peruanos por el Kambio)
  5. Rafael Del Águila Conshico (Ucayali Región con Futuro)

## Patrimonio

### Arquitectónico
- Plaza mayor de Puerto Esperanza: De construcción moderna, destacan la glorieta circular, la hilera de banderas y la pileta.

### Natural
- Parque nacional Alto Purús: Creado mediante Decreto Supremo 040-2004-AG a fin de conservar la biodiversidad de la zona.
- Cocha del Anguillal: Esta cocha es ideal para pescar y su nombre deriva de la abundante existencia de anguilas, animal acuático de forma alargada y tonalidad oscura, que posee carga eléctrica.

### Cultural
- Comunidades nativas Bola de Oro, Pankirentsi y Tres Bolas: Desde Puerto Esperanza, navegando por la margen izquierda del río Purús (río abajo), se encuentra la comunidad nativa Bola de Oro, de la etnia Shandinahua, dedicada a la agricultura, la pesca y la caza de animales. Siguiendo el recorrido están la comunidad asháninka Pankirentsi, comunidad agrícola que conserva sus costumbres ancestrales, y la comunidad Tres Bolas, de la etnia Mastanahua, cuyos habitantes fabrican artesanía (cestería). La zona está rodeada de abundante vegetación y especies de aves.

- Comunidades nativas San José, Conta, Pikiniki,  Cantagallo y San Martín: Desde Puerto Esperanza, se navega por el río Purús (río arriba). Son comunidades de la etnia cashinahua, cuyos pobladores se dedican mayormente a la agricultura, la caza y la pesca y han sabido preservar sus costumbres, sus tradiciones y su idioma. Se puede adquirir artesanía propia de la zona como coronas de plumas de aves, bisutería y tejidos en algodón (cushmas, hamacas, bolsos).

- Comunidades nativas Zapote, San Marcos, Nueva Esperanza, Miguel Grau, Sopa de Cocha: Desde de Puerto Esperanza, navegando por el río Purús (río arriba). Se trata de diversas comunidades de las etnias culina, sharanahua y cashinahua, cuyos habitantes preservan sus costumbres, su idioma y sus tradiciones. Se dedican mayormente a la pesca, la agricultura y la caza. En la zona se puede pescar, nadar, pasear en canoa, observar la diversidad de flora y fauna y realizar caminatas.